# BRELL

Energieverbundnetze in Europa

BRELL (russisch БРЭЛЛ) war ein ringförmiger Stromnetzverbund der Staaten Belarus, Russland, Estland, Lettland und Litauen. Die Bezeichnung BRELL setzt sich aus den Anfangsbuchstaben der fünf Staaten zusammen. Der BRELL-Ring war ein Subnetz des eurasischen Stromnetzverbunds IPS/UPS und stammte aus der Zeit, als alle fünf Staaten Teile der Sowjetunion waren. Estland, Lettland und Litauen verließen den BRELL-Verbund am 8. Februar 2025 und traten am 9. Februar 2025 dem kontinentaleuropäischen Verbundnetz ENTSO-E bei.

## Abkopplung der baltischen Staaten
Die baltischen Staaten arbeiten seit den 2000er-Jahren an einer von Russland unabhängigen Energieversorgung und haben laut Estlands Klimaministerin Yoko Alender seitdem etwa 1,6 Milliarden Euro in den Umstieg investiert. Durch das synchrongeschaltete Netz konnte Russland grundlegende Parameter des Stromsystems wie Frequenz oder Spannung kontrollieren.
Seit dem Überfall Russlands auf die Ukraine 2022 galt der BRELL-Verbund als Sicherheitsrisiko für das Baltikum. So hatte der rechtsextreme Duma-Abgeordnete Leonid Sluzki Litauen im Frühsommer 2022 mit dem Ausschluss aus dem gemeinsamen Stromverbund gedroht.
Aus dem Grund beschlossen die baltischen Republiken, die Abkoppelung von Russland und Belarus zu beschleunigen. Am 3. August 2023 unterzeichneten die Ministerpräsidenten der drei Länder eine gemeinsame Erklärung, in der sie sich verpflichteten, den Wechsel ins europäische Verbundsystem bis Februar 2025 zu vollziehen.
Am 16. Juli 2024 haben die Betreiber der Stromübertragungsnetze von Lettland (Augstsprieguma tīkls), Estland (Elering) und Litauen (Litgrid) eine Mitteilung über die Auflösung des BRELL-Vertrags an die Übertragungsnetzbetreiber von Russland und Belarus (Belenergo) gesendet.

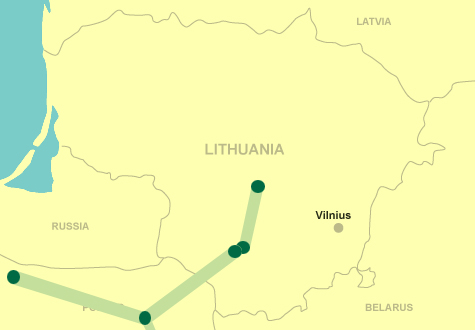
LitPol Link in der Suwałki-Lücke

Am 8. Februar 2025 haben sich die baltischen Republiken endgültig aus dem BRELL-Verbund gelöst. Zuerst hatte Litauen seine Verbindungen gekappt, dann folgten Lettland und Estland, wo die Abschaltung an der estnisch-russischen 330-kV-Verbindung Kingissepp-Balti Nr. 1 erfolgte. Nach einem eintägigen isolierten Testbetrieb traten die baltischen Staaten am 9. Februar um 14 Uhr der europäischen Continental Europe Synchronous Area (CESA) bei. Die Baltic Synchro erfolgte via LitPol Link nach Polen.
Das Baltikum ist durch Interkonnektoren mit Finnland, Schweden und Polen verbunden.
Estland ist über die HGÜ-Leitungen EstLink 1 und 2 via Finnland an das skandinavische Verbundnetz angeschlossen.
Litauen ist sowohl an das skandinavische Verbundnetz als auch an das kontinentaleuropäische Verbundnetz angeschlossen – der Interkonnektor NordBalt führt durch die Ostsee nach Schweden, der LitPol Link nach Polen. Mit dem Harmony Link soll bis 2030 ein zweiter Interkonnektor zwischen Litauen und Polen gebaut werden, ebenso ist zwischen Estland und Finnland der Estlink 3 in Planung.
Der litauische Energieminister Žygimantas Vaičiūnas betrachtete die Vorfälle in der Ostsee, bei denen im November und Dezember 2024 Stromkabel zwischen Litauen und Schweden sowie zwischen Estland und Finnland beschädigt wurden, als Teil eines hybriden Krieges von Seiten Russlands, um die geplante Synchronisation des Stromnetzes zu sabotieren. Durch die Beschädigung der Stromverbindung EstLink 2 zwischen Finnland und Estland stehen mit Estlink 1 aktuell nur 358 MW der gesamten Übertragungskapazität von 1.016 MW zur Verfügung. Nach Angaben des finnischen Netzbetreibers Fingrid sollen die Reparaturen an EstLink 2 bis Anfang August 2025 abgeschlossen sein.
Die ehemaligen Sowjetrepubliken Ukraine und Moldau hatten sich bereits im März 2022 aus dem russischen Energieverbund Integrated Power System (IPS/UPS) verabschiedet und waren dem europäischen Energieverbundnetz (ENTSO-E) beigetreten.